# Радикуліт
Радикулопатія (застаріла назва — Радикулíт) — запалення корінців спинномозкових нервів у людини.
Зумовлений втратою форми і еластичності міжхребцевих дисків, в результаті яких утворюються грижі міжхребцевих дисків, що тиснуть на нервові корінці. Причинами радикуліту можуть стати різні травми хребта, переохолодження, ряд інфекційних захворювань. При радикуліті характерні різкі болі, що приводять до обмеження рухів. Існує гостра і хронічна форми радикуліту. Найчастіше зустрічається попереково-крижовий радикуліт, що виявляється болями в ділянці попереку і сідниць. Виділяється також шийно-плечовий радикуліт. Звичайно біль посилюється при розтягуванні корінців, яке може бути зумовлене поворотом голови, рухом руки або ноги, кашлем або чханням. Найчастіше радикуліт виявляється у віці 30-50 років.
Лікування радикуліту проводиться знеболювальними засобами в комплексі із застосуванням фізіотерапевтичних процедур.